# 1964年東京オリンピックの聖火リレー

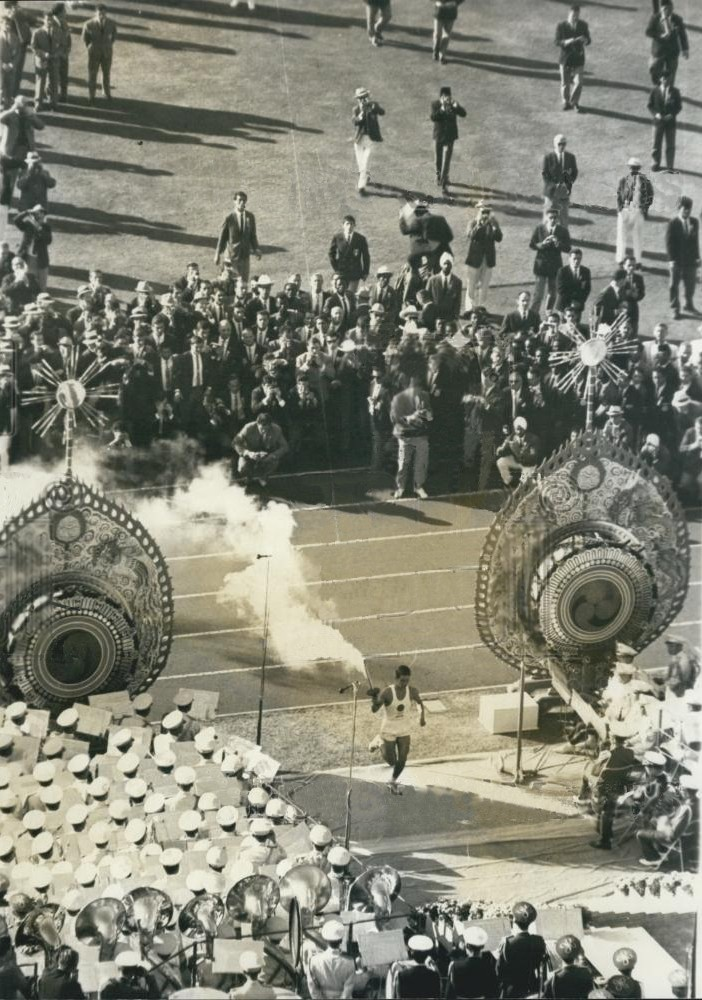
トーチを手に聖火台へと向かう坂井義則

1964年東京オリンピックの聖火リレー（1964ねんとうきょうオリンピックのせいかリレー）は、1964年（昭和39年）8月21日にギリシャで採火された聖火を、同年10月10日の東京オリンピック開会式にて、東京・国立競技場の聖火台へ点火させるまでのリレー。聖火はギリシャからアジアを経由して、当時アメリカ合衆国の統治下にあった沖縄に到着し、沖縄からは鹿児島、宮崎、北海道に運ばれて4つのコースで全都道府県を巡った。
聖火リレーの最終走者は、1945年（昭和20年）8月6日の原爆投下の日に広島県で生まれた青年が務めた。

## 日本までのルート
1964年8月21日にギリシャのオリンピア・ヘラ神殿で採火式が行われた。その後、アテネ（ギリシャ）、イスタンブール（トルコ）、ベイルート（レバノン）、テヘラン（イラン）、ラホール（パキスタン）、ニューデリー（インド）、ラングーン（ビルマ）、バンコク（タイ）、クアラルンプール（マレーシア）、マニラ（フィリピン）、香港（当時はイギリス領）、台北（中華民国台湾）、沖縄（当時はアメリカ合衆国の統治下）と、第二次世界大戦で日本軍が、それらの地域を植民地として支配していたヨーロッパ諸国やアメリカの軍隊と戦った地域を通り、平和のための聖火リレーを印象づけた。
アテネから沖縄までの各地は、オフシャルエアラインの日本航空のダグラスDC-6B、コンベア880M によって運搬された。

### 香港

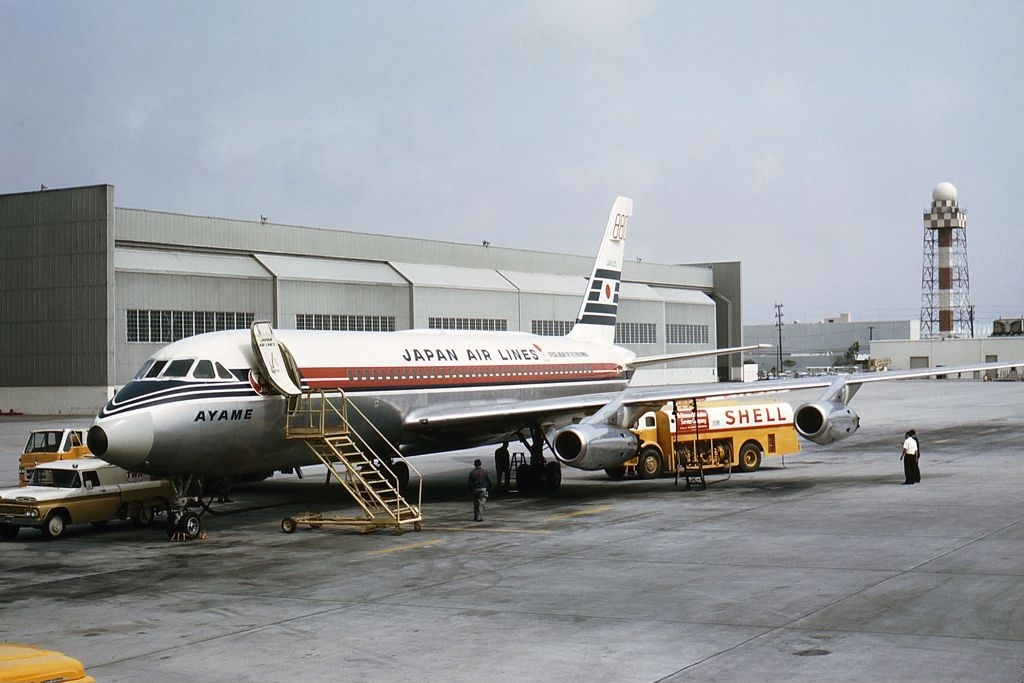
「オフィシャルエアライン」のロゴが書かれた日本航空のコンベア880

9月4日、スケジュール通り聖火は香港の啓徳空港に到着したが、その深夜に香港を直撃した台風17号（英語版）により、空港に停泊していた特別機は補助翼の一部が破損して飛行不能となった。香港ではこの台風により38人が死亡。聖火皿はその後オークションにかけられ、売り上げが犠牲者の支援にあてられたという。
羽田から補修部品を積んでやってきた代替機に聖火を載せ、6日朝、台北へ向けて出発しようとしたところ、この代替機もエンジントラブルを起こし離陸が中止された。さらなる遅延を避けるため、日本航空は定期便で香港にいた同型の飛行機を緊急欠航させ、聖火の輸送に用いることにした。この措置により同日の離陸が可能となり、飛行機は予定より1日の遅れで台北に到達することができた。

## 日本国内のルート

### 沖縄

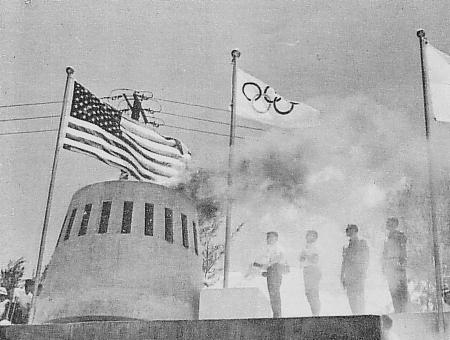
那覇市奥武山競技場に点る聖火

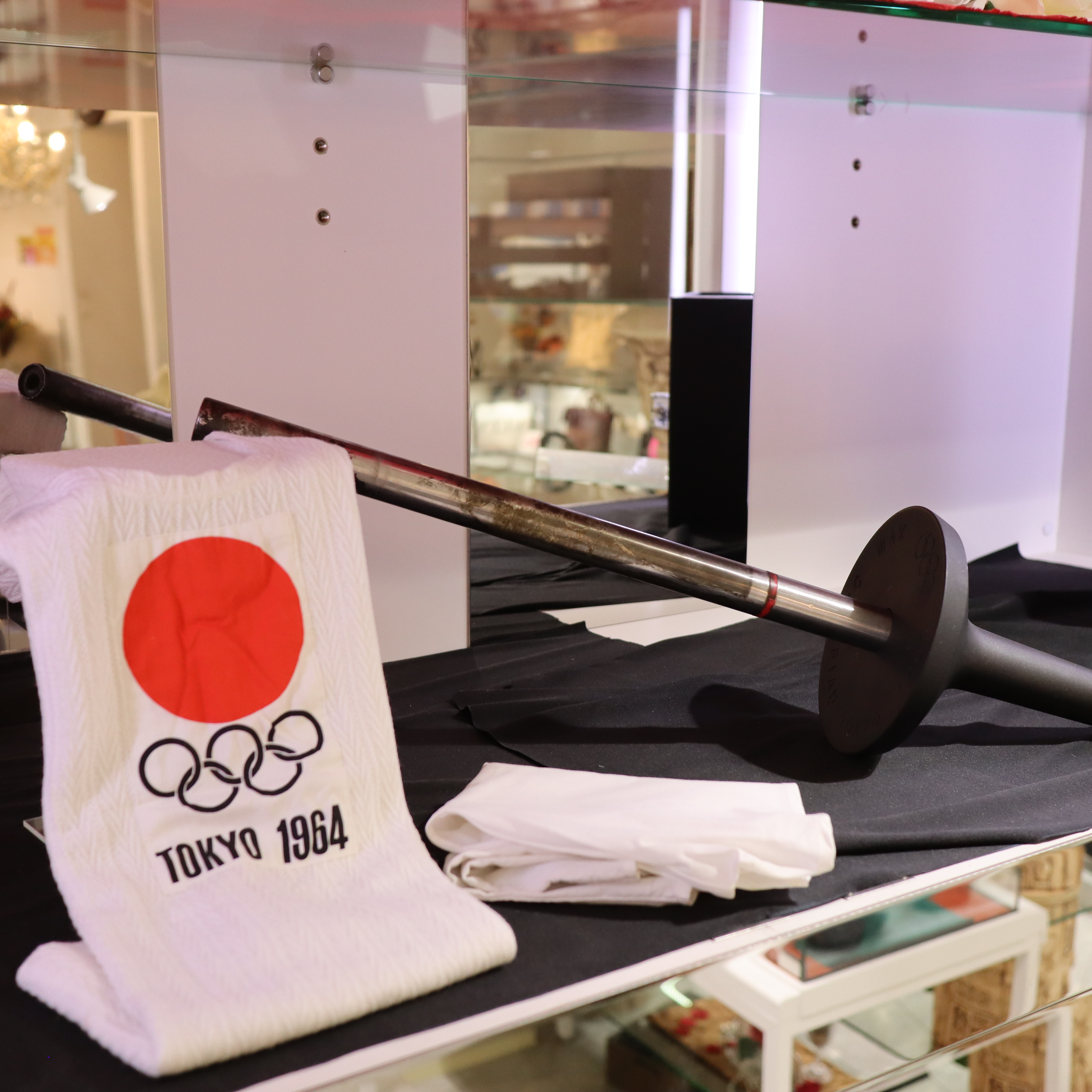
1964年東京オリンピックで使用されたトーチ

1964年9月7日に聖火は日本国内最初の地として沖縄に到着し、第一ランナーの宮城勇や戦災遺児ランナーの金城安秀らを多くの日の丸の小旗が応援した。アメリカ合衆国の統治下の沖縄では、日の丸は祝祭日以外は掲げられなかったが、聖火歓迎は日の丸の小旗で埋まった。

### 4つのコース
沖縄からは日本国産旅客機であるYS-11の全日本空輸機「聖火号」で聖火が輸送され、鹿児島市、宮崎市を経由して、千歳市へ向かった。この3カ所から4つのコースで46都道府県を巡る聖火リレーが行われ、日本オリンピック委員会の記録では、4コースの地上リレー総距離6,755km（リレー総区間4,374区間）、参加リレー走者は10万713名となっている。
9月25日の神戸大阪間（兵庫県庁-大阪府庁、29区間約40km）のルートは台風20号の接近により走者リレーが中止され、聖火は乗用車で輸送された。10月1日に西宮市教育委員会の配慮で走者を陸上競技場に集め模擬聖火リレーが開催されている。2020年の聖火リレーでは、リレーを再現する56年目のファーストランが企画された。

## オリンピックの開会式へ
10月7日から9日にかけて東京都庁に到着した各コースの聖火は、9日の夜に皇居二重橋前で集火式が行われた。オリンピックの開会式が催される翌10日、皇居前から国立競技場まで最終聖火リレーが行われた。
聖火の最終ランナーは、1945年（昭和20年）8月6日に広島県三次市で生まれた19歳の陸上選手・坂井義則（当時早稲田大学競走部所属）であった。原爆投下の日に広島市に程近い場所で生を享けた若者が、青空の下、聖火台への階段を駆け上る姿はまさに日本復興の象徴であった。

## 聖火

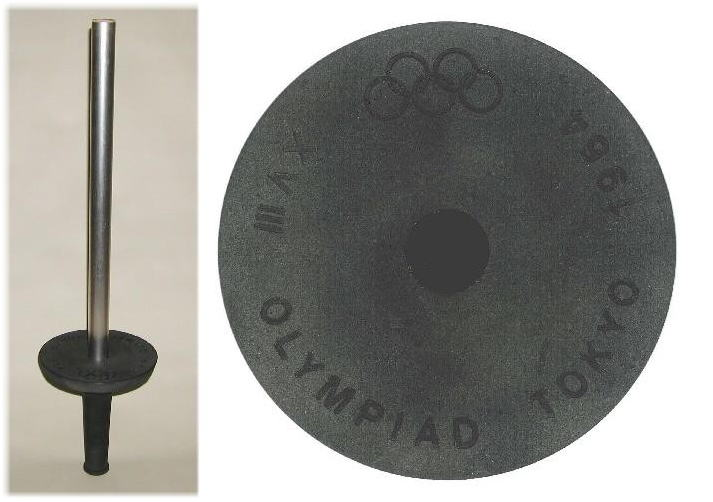
東京オリンピック聖火トーチ

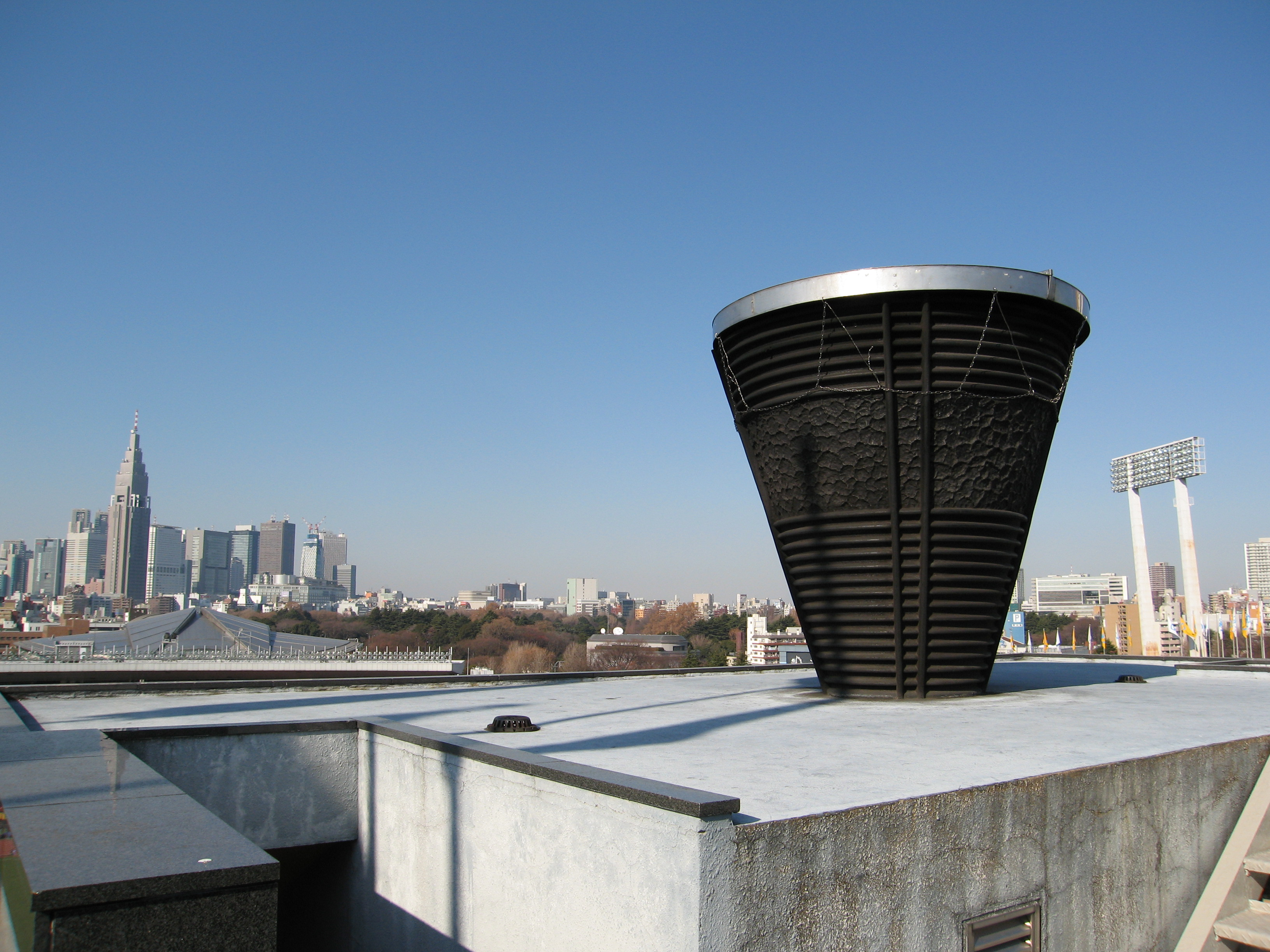
聖火台

- 聖火ランナー総数は、10万713人だった[5]。輪島大士、貴ノ花利彰、三遊亭小遊三、谷沢健一、山崎裕之（いずれも当時は中学生もしくは高校生）などの後の著名人もランナーとして参加している。
- 雨などで火が消えた際に備え予備の聖火をランナーの追走車に乗せることになったが、当時の日本は道路状況が悪く振動で消えることが予想されたため、予備の火を灯したランプは出前機に乗せられた。
- 火の一部は大会終了後も鹿児島県立青少年研修センターにて希望の火として、職員らの手で2013年まで保管され続けた[11][12]。